# Estadio Ambedkar

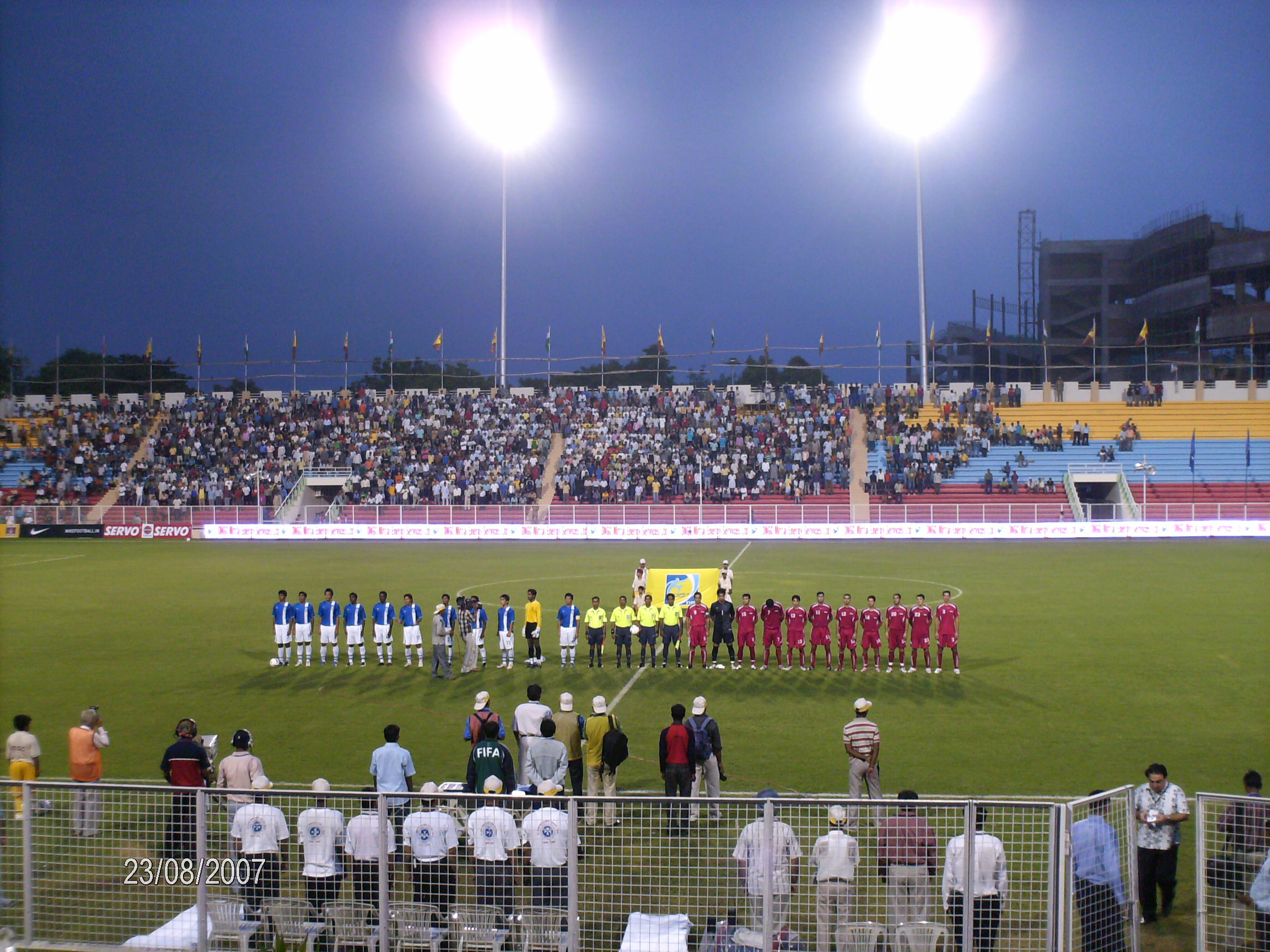
India vs Siria en la Copa Nehru 2007.

El Estadio Ambedkar es un estadio de fútbol de India ubicado en la capital Nueva Deli.

## Historia
Fue construido en el año 2003 originalmente con el nombre Estadio Corporación, pero oficialmente tiene su nombre actual por el doctor B.R. Ambedkar, famoso reformador social y arquitecto de la Constitución de India.
Después de su renovación en 2007 pasó de tener 20 000 a 35 000 espectadores y ha sido sede de dos finales de la Copa Nehru y de la Copa Desafío de la AFC 2008.

## Partidos destacados
| 2007 Nehru Cup Final; 29-8-2007 | India       | 1–0 | Siria | Ambedkar Stadium, New Delhi    |                                |
|                                 | Pradeep 44' |     |       | Árbitro(s): Sikhrakar Surendra | Árbitro(s): Sikhrakar Surendra |

| 2008 AFC Challenge Cup; 13-8-2008 | Birmania                                         | 0–4     | Corea del Norte | Ambedkar Stadium, New Delhi                               |                                                           |
|                                   | Pak Song-Chol 10' 12' 44' (pen.) · Ro Hak-Su 53' | Reporte |                 | Asistencia: 1000 espectadores Árbitro(s): Khalid Al-Senan | Asistencia: 1000 espectadores Árbitro(s): Khalid Al-Senan |

| 2008 AFC Challenge Cup; 13-8-2008 | India                           | 4–1     | Tayikistán     | Ambedkar Stadium, New Delhi                                    |                                                                |
|                                   | Chhetri 9' 23' 75' · Bhutia 18' | Reporte | Fatkhuloev 44' | Asistencia: 10 000 espectadores Árbitro(s): Valentin Kovalenko | Asistencia: 10 000 espectadores Árbitro(s): Valentin Kovalenko |

| 2009 Nehru Cup Final; 31-8-2009 | India                                                          | 1–1 (t. s.)(5–4 p.)        | Siria                                                                  | Ambedkar Stadium, New Delhi                          |                                                      |
|                                 | Renedy 114'                                                    | Reporte                    | Diab 120+3'                                                            | Asistencia: 20 000 espectadores Árbitro(s): Ali Adil | Asistencia: 20 000 espectadores Árbitro(s): Ali Adil |
|                                 |                                                                | Tiros desde el punto penal |                                                                        |                                                      |                                                      |
|                                 | Lawrence · Renedy · Chhetri · Dias · Wadoo · A. Ali · Surkumar |                            | Rafe · Ayan · Haj Mohamad · Balhous · Al Agha · Al Hussain · Al Aitoni |                                                      |                                                      |

| 2014 FIFA WC AFC Qualifier Round2; 28-7-2011 | India                        | 2–2     | Emiratos Árabes Unidos         | Ambedkar Stadium, New Delhi                                    |                                                                |
|                                              | Lalpekhula 73' · Singh 90+2' | Reporte | Al Shehhi 39' · Al-Wehaibi 71' | Asistencia: 13 000 espectadores Árbitro(s): Abdul Malik Bashir | Asistencia: 13 000 espectadores Árbitro(s): Abdul Malik Bashir |